# Rhamphochromis macrophthalmus
Rhamphochromis macrophthalmus är en fiskart som beskrevs av Regan 1922. Rhamphochromis macrophthalmus ingår i släktet Rhamphochromis och familjen Cichlidae. IUCN kategoriserar arten globalt som livskraftig. Inga underarter finns listade i Catalogue of Life.